# Luis Alberto Hernández Díaz
Luis Alberto Hernández Díaz (Lima, 15 febbraio 1981) è un ex calciatore e allenatore di calcio peruviano, di ruolo centrocampista.

## Palmarès

### Club

#### Competizioni nazionali
- Campionato peruviano: 1

Alianza Lima: 2001